# Església Apostòlica Armènia
L'Església Apostòlica Armènia (armeni: Հայ Առաքելական Եկեղեցի, Hay Aṙak’elakan Ekeġec’i), també anomenada Església Gregoriana Apostòlica Armènia, és una de les Esglésies ortodoxes orientals, i una de les comunitats cristianes més antigues de la història. El primat de l'Església porta el títol de Patriarca Suprem i Catolicós de tots els armenis, i la seva seu és a Vagharxapat.

## Història
Els seus orígens es troben en els viatges evangelitzadors dels apòstols Bartomeu i Tadeu a Armènia. Gràcies a la prèdica de Gregori l'Il·luminat, primer catolicós de l'Església armènia, el rei Tiridates III va declarar el cristianisme com a religió del país l'any 301. Cap al 435 es va realitzar la versió en armeni de la Bíblia de l'original grec, usant l'alfabet creat per Mesrop Maixtots el 406. L'església armenia es va separar de la branca principal del cristianisme el 451, al rebutjar les decisions del Concili de Calcedònia, i al sínode de Dvin (506-507) va adoptar el monofisisme.

## Organització
Segons la tradició, la seu del primer patriarca va ser establerta originalment l'any 43 dC a Artàxata. Durant el període de Gregori l'Il·luminat es va constituir la seu Vagharxapat, (on va tornar a partir de 1441), a uns 21 km d'Erevan, la capital de la República d'Armènia, on viuen més de quatre milions de fidels d'aquesta església. Al seu torn, a partir de la caiguda del Regne de Cilícia, el catolicós va assumir el lideratge del seu poble en el sentit religiós i estatal, al no haver cap rei més que el Sultà de l'Imperi Otomà. Més de dos milions de fidels viuen dispersos als Estats Units, França, Canadà, Rússia, Grècia, Síria, el Líban, Israel, els territoris Palestins i l'Argentina. En l'àmbit de la seva organització interna, i banda de la seu patriarcal del catolicós a Vagharxapat, l'Església Armènia té tres jurisdiccions més:
- Patriarcat Armeni de Jerusalem
- Patriarcat Armeni de Constantinoble
- Patriarcat Armeni de Sis en Cilicia